# کوه بندکا
کوه بندکا (به لاتین: Kuh-e Bandaka) یک کوه در افغانستان است که در ولایت بدخشان واقع شده‌است. این کوه دومین کوه مرتفع در افغانستان و یکی از بلندترین کوه‌های رشته کوه هندوکش در شمال شرقی افغانستان، شمال شرقی کابل و غرب چیترال است. کوه بندکا ۶٬۸۱۲ متر بالاتر از سطح دریا واقع شده‌است. از نظر عارضه‌نگاری برجسته‌ترین قله در تمام افغانستان است.
در ۲۲ سپتامبر ۱۹۶۰، دومین هیئت اعزامی آلمانی برای بازدید از هندوکش اولین صعود از کوه بندکا را انجام داد. اعضای هیئت اعزامی عبارت بودند از ولفگانگ فون هانسمان، دیتریش هاسه، زیگبرت هاینه و یوهانس وینکلر، همگی از برلین غربی که همه به قله صعود کردند. آنها چهار کمپ در مسیر صعود خود به قله ایجاد کردند که کمپ اصلی خود را در دره ساچی در ارتفاع ۴۱۰۰ متری (۱۳۴۵۱ فوت) برپا کردند. این هیئت اعزامی همچنین صعودهای متعددی را در دره پاگار هندوکش انجام داد و مشاهدات هواشناسی و زمین‌شناسی و نقشه‌های ترسیمی بررسی و تنظیم کردند.
بیش از پانزده صعود بعدی از طریق مسیرهای مختلف انجام شده است. با این حال از سال ۱۹۷۷ هیچ صعودی به قله این کوه ثبت نشده است.